# Seis pasajes al infierno
 Seis pasajes al infierno es una película de Argentina filmada en Eastmancolor dirigida por Fernando Siro según el guion de Enrique Torres Tudela que fue producida en 1976 y se estrenó el 6 de septiembre de 1981 y que tuvo como actores principales a Inda Ledesma, Ignacio Quirós, María Aurelia Bisutti y Mala Powers. El director de fotografía fue Aníbal Di Salvo, futuro director de cine.
Este filme integró un proyecto de hacer  en Latinoamérica filmes hablados en inglés. El título para filmación fue El templo de los cuervos. Otra película perteneciente al mismo proyecto fue Allá donde muere el viento (1976).

## Sinopsis
Los sobrevivientes de un accidente aéreo se refugian en una vieja mansión donde son acosados por seres desconocidos.

## Reparto
- Inda Ledesma
- Ignacio Quirós
- María Aurelia Bisutti
- Mala Powers
- John Russell
- Tom Castronuova
- Teresa Pare
- Guillermo Murray
- María José Demare
- Elena Cruz
- Víctor Fassari
- Hilda Bernard
- Aldo Mayo
- Horacio Denner
- Iván Grey
- Cristina Fernández

## Comentarios
La Nación opinó:

«El inconexo libro reposa en diálogos plagados del más perimido estilo radioteatral. Las emociones no se gradúan, desconcierta lo superfluo que trepa al primer plano, la línea esencial se pierde en una maraña de secuelas, lo alusivo es maturalista.»